# Oudestadsraadhuis van Toruń
Het Oudestadsraadhuis van Toruń (Pools: Ratusz Staromiejski, Duits: Altstädtisches Rathaus) is gelegen in de Binnenstad van de Poolse stad Toruń. Het oude stadscentrum van Toruń is onderdeel van de Werelderfgoedlijst van UNESCO.
Het raadhuis is gebouwd in gotische/baksteengotische stijl, werd gebouwd 1391 en 1399. Het raadhuis werd uitgebreid met een derde verdieping tussen 1603 en 1604, door de Brabantse architect Anthonis van Obbergen, hierdoor kreeg dit deel van het raadhuis een maniëristisch uiterlijk. Van Obbergen was in die tijd woonachtig in Danzig.
Het oudste deel van het raadhuis is de Stadhuistoren van Toruń. Deze klokkentoren is gebaseerd op een belfort uit het graafschap Vlaanderen, meer specifiek op die van de steden Gent, Ieper en Brugge. Met deze steden werd veel handel gedreven.
Het stadhuis was de zetel van de autoriteiten van het centrum van Toruń, sinds 1264 de oude stad genoemd.
De stadhuistoren is een prachtig versierde gotische toren van rond 1274, verhoogd in 1385 tot de huidige hoogte van 42 m en deed ook dienst als observatie- en wachttorens. Met de steden van Vlaanderen legde Toruń al in het midden van de dertiende eeuw nauwe handelscontacten.
De klokkentoren bood plaats aan het stadsarchief, het arsenaal en heeft gediend als stadsgevangenis. De toren beschikte ook over een puntdak en torentjes. Dit dak en de torentjes zijn bij het bombardement van de Zweden, tijdens Grote Noordse Oorlog in 1703 verloren gegaan.
De grootmeester Konrad von Wallenrode van de Duitse Orde gaf toestemming voor het bouwen van het raadhuis. Voor de klokkentoren staat een standbeeld van wiskundige en astronoom Nicolaas Copernicus. Copernicus werd in deze stad geboren. Het gebouw is een vierkant gebouw met een binnenplaats en staat op het Oudemarktsplein van Toruń. De begane grond bood plaats aan de Lakenhal waar handel werd gedreven door (Hanze)kooplieden en de vierschaar van de stad. De verdiepingen boden plaats aan het bestuur van de stad met o.a. de Senaatszaal, Koninklijke zaal (sinds 1454), de Burgerzaal en de Kanselarij. In de Koninklijke Zaal stierf koning Jan I Albrecht van Polen in 1501. De Koninklijke Zaal is sinds 1454 door alle koningen van Polen bezocht. In de Burgerzaal vonden drie sessies van de Sejm plaats, deze sessies vonden plaats in 1519/1520, 1576 en 1626. In 1645 vond in de Burgerzaal het Cooloquium Charitativum plaats.
Tegenwoordig maakt het gebouw onderdeel uit van een regionaal museum met in haar collectie een groot paneel waarop de Tweede Vrede van Toruń is afgebeeld.

## Afbeeldingen

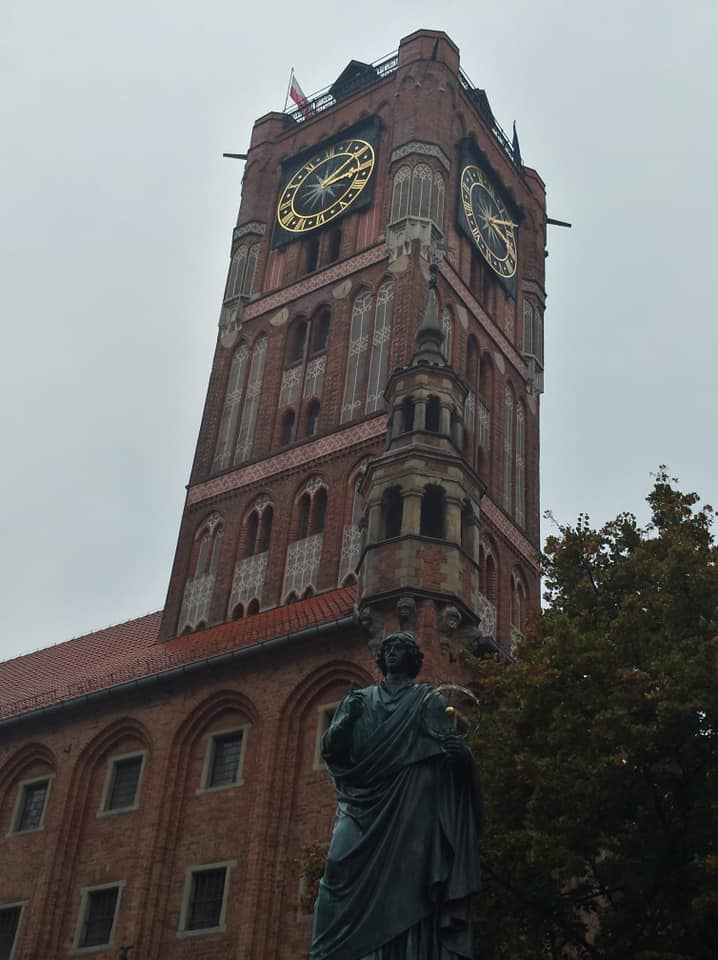
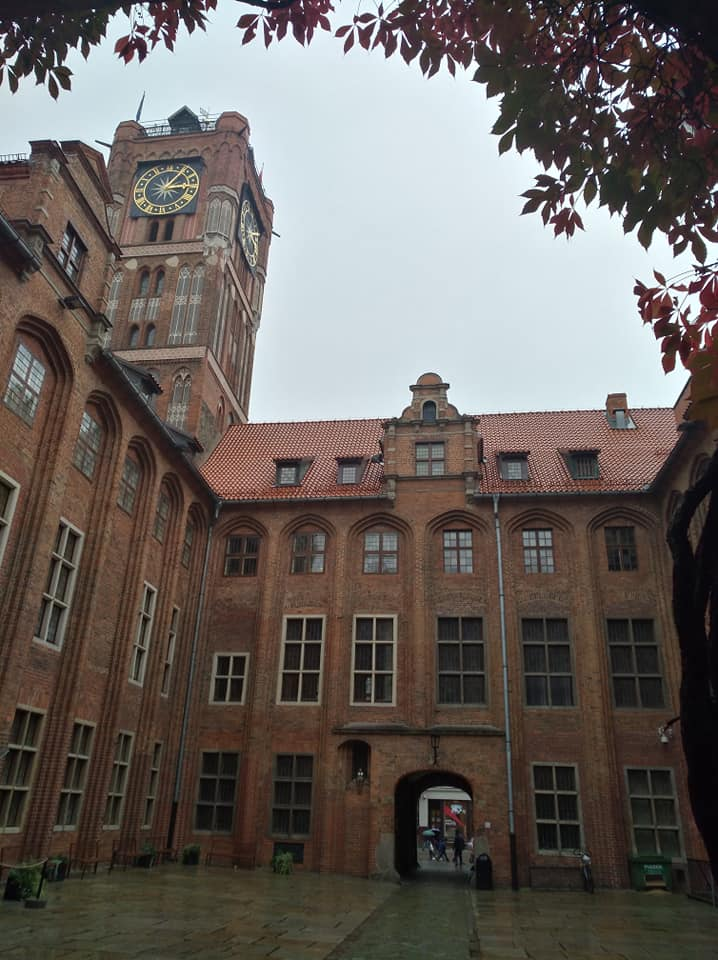
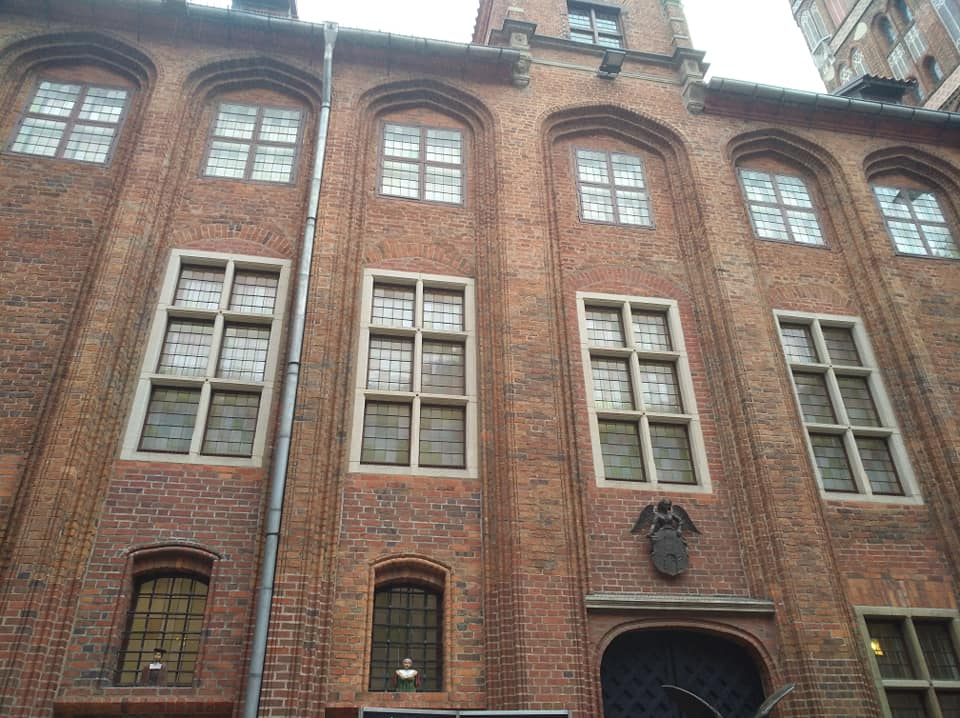
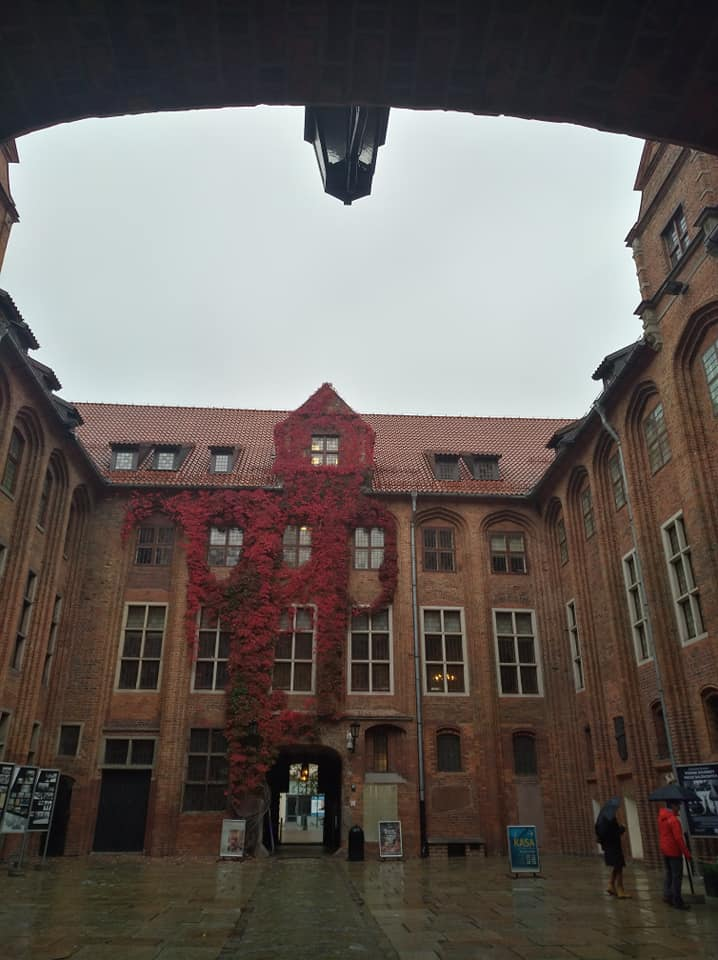

- Library of Congress Control Number: n2017057839
- Virtual International Authority File: 154156672